# Mariä-Geburt-Kirche (Warschau)
Die Kirche Mariä Geburt (polnisch Kościół Narodzenia Najświętszej Maryi Panny) im  Warschauer Stadtteil Wola ist eine katholische Karmeliterkirche. Sie liegt an der Al. Solidarności in der Warschauer Innenstadt und ist mit dem Patrozinium Mariä Geburt der Gottesmutter Maria geweiht.

## Geschichte
Die Kirche und das Kloster der Unbeschuhten Karmeliten wurden von 1682 bis 1732 im Stil des Barock errichtet. Den Bau verzögerte der Große Nordische Krieg, da die Schweden das Kloster besetzt hielten. Die vier Altarbilder malte Szymon Czechowicz. Während des Zweiten Weltkriegs befand sich die Kirche auf dem Gebiet des Jüdischen Ghettos und wurde entsprechend bei der Niederschlagung des Warschauer Ghettoaufstands 1943 von der SS zerstört. Sie wurde nach dem Zweiten Weltkrieg von 1951 bis 1956 wieder aufgebaut. Im Jahr 1962 wurde die Kirche im Zuge des Ausbaus der heutigen Solidarność-Allee um 21 Meter nach Norden verschoben.